# Protechinostoma mucronisertulatum
Protechinostoma mucronisertulatum är en plattmaskart. Protechinostoma mucronisertulatum ingår i släktet Protechinostoma och familjen Echinostomatidae. Inga underarter finns listade i Catalogue of Life.